# Seren del Grappa
Seren del Grappa är en ort och kommun i provinsen Belluno i regionen Veneto i Italien. Kommunen hade 2 443 invånare (2018).